# Ciechocino
Ciechocino (kaszb. Cechòcëno, niem. Czechotzin) – północno-wschodnia dzielnica Redy, od 1940 roku, (dawna wieś kaszubska) położona w dolinie Redy (rzeka stanowi wschodnią i południową granicę osiedla). Głównymi osiami komunikacyjnymi dzielnicy są ulice Brzozowa, Kazimierska i Pucka (ulica Pucka stanowi również ciąg  drogi wojewódzkiej nr 216). Połączenie z centrum miasta umożliwiają autobusy wejherowskiej komunikacji miejskiej (linie nr 8, 9, i 18). 

## Historia
Wieś królewska w starostwie puckim w powiecie puckim województwa pomorskiego w II połowie XVI wieku.
Dawniej samodzielna gmina jednostkowa, po I wojnie światowej w woj. pomorskim, początkowo w powiecie wejherowskim, od 1928 roku w powiecie morskim. Od 1934 w nowo utwrzonej zbiorowej gminie gmina Wejherowo, gdzie Ciechocino utworzyło gromadę.
Po wojnie ponownie w Polsce, w woj. gdańskim. 1951 powiat morski przemianowano z powrotem na wejherowski. W związku z reformą administracyjną Polski jesienią 1954 Ciechocino weszło w skład nowo utworzonej gromady Reda w tymże powiecie i województwie. Gromadę Reda zniesiono 1 stycznia 1956 w związku z nadaniem jej statusu osiedla, przez co Ciechocino stało się integralną częścią Redy. 1 stycznia 1967 Reda otrzymała prawa miejskie, w związku z czym Ciechocino stało się obszarem miejskim.